# Motavita
Motavita là một khu tự quản thuộc tỉnh Boyacá, Colombia. Thủ phủ của khu tự quản Motavita đóng tại Motavita Khu tự quản Motavita có diện tích ki lô mét vuông. Đến thời điểm ngày 28 tháng 5 năm 2005, khu tự quản Motavita có dân số 4113 người.